# Jerzy Naszkiewicz
Jerzy Kazimierz Naszkiewicz (ur. 22 listopada 1970 w Lisięcicach) – polski polityk, samorządowiec, nauczyciel, działacz społeczny, w 2019 poseł na Sejm VIII kadencji.

## Życiorys
W 1997 ukończył studia z zakresu edukacji technicznej na Wydziale Matematyki, Fizyki i Informatyki Uniwersytetu Opolskiego. Pracował jako nauczyciel informatyki i technologii informacyjnej m.in. w Głubczycach. Został odznaczony Medalem Komisji Edukacji Narodowej.  W wyborach samorządowych w 1998 bezskutecznie ubiegał się o mandat radnego Głubczyc z listy Sojuszu Lewicy Demokratycznej. W 2011 zaangażował się w działalność polityczną w ramach Prawa i Sprawiedliwości. Został pełnomocnikiem partii w powiecie głubczyckim, uzyskał mandat radnego tego powiatu w 2014 i 2018. Był organizatorem protestów przeciwko likwidacji lokalnych szkół w powiecie.
W 2011 bez powodzenia kandydował do Sejmu w okręgu opolskim (zdobył 1306 głosów). Ponownie wystartował do Sejmu w 2015, otrzymując 2401 głosów i zajmując ósme miejsce wśród kandydatów PiS (partii przypadły w tym okręgu 4 mandaty). Został później dyrektorem gabinetu i doradcą wojewody opolskiego Adriana Czubaka, odpowiadał za oświatę i zarządzanie kryzysowe. W styczniu 2019 rozpoczął pracę w Zakładach Azotowych Kędzierzyn jako kierownik Biura Komunikacji. W 2019 uzyskał możliwość objęcia mandatu posła w miejsce wybranego do Europarlamentu Patryka Jakiego, na co wyraził zgodę. Złożył ślubowanie 12 czerwca 2019. W Sejmie pracował w Komisji Kultury i Środków Przekazu oraz w Parlamentarnym Zespole ds. Turystyki, Małej i Średniej Przedsiębiorczości. Przy współpracy m.in. z posłanką Katarzyną Dutkiewicz działał na rzecz przywrócenia ruchu pasażerskiego na trasie kolejowej Racławice Śląskie-Głubczyce-Racibórz. W wyborach w tym samym roku nie został wybrany na kolejną kadencję (otrzymał 3647 głosów). Powrócił do pracy w Zakładach Azotowych Kędzierzyn jako kierownik Biura Komunikacji.
W 2022 został powołany został na wiceprezesa zarządu Wojewódzkiego Funduszu Ochrony Środowiska i Gospodarki Wodnej w Opolu, pełnił tę funkcję do 2024. W tym samym roku ponownie wybrany do rady powiatu głubczyckiego.

## Wyróżnienia
- Orzeł „Wprost” w kategorii „działalność społeczna” (2023)[18]